# Frutigen (distrikt)
Frutigen var fram till 31 december 2009 ett amtsbezirk i kantonen Bern, Schweiz.

## Kommuner
Frutigen var indelat i sju kommuner:
- Adelboden
- Aeschi
- Frutigen
- Kandergrund
- Kandersteg
- Krattigen
- Reichenbach im Kandertal